# Iñaki Aguilar
Iñaki Aguilar (Barcelona, 1983. szeptember 9. –) világbajnoki ezüst- (2009) és bronzérmes (2007) és Európa-bajnoki bronzérmes (2006) spanyol válogatott vízilabdázó, kapus.